# Consonante glotal
Las consonantes glotales son todas aquellas articuladas en la glotis por las cuerdas vocales. Si estas se cierran totalmente producen una oclusiva, siempre sorda [ʔ]. Si el cierre de las cuerdas vocales es incompleto pero suficiente para causar una fricción audible, se produce una fricativa sorda [h], y si además vibran, el resultado es una consonante fricativa sonora [ɦ]. 
Las consonantes glotales en el Alfabeto Fonético Internacional:
| IPA | Descripción             | Ejemplo | Ejemplo    | Ejemplo  | Ejemplo    |
| --- | ----------------------- | ------- | ---------- | -------- | ---------- |
| IPA | Descripción             | Idioma  | Ortografía | IPA      | Traducción |
|     | Oclusiva glotal         | Nukak   | bai'       | [baiʔ]   | cuñado     |
|     | Fricativa glotal sonora | Checo   | Praha      | [pra.ɦa] | Praga      |
|     | Fricativa glotal sorda  | Inglés  | hat        | [hæt]    | sombrero   |

Varios fonetistas consideran que al menos las glotales "fricativas" no son verdaderas consonantes, sino que representan un estado transicional de la glotis (fonación) sin un lugar específico de articulación; entonces [ɦ] sería una transición pulmónica sonora que podría ser transcrita como [h̤].
El cierre glotal [ʔ] puede considerarse como una consonante típica, que ocurre en muchos idiomas y es muy común entre las lenguas amerindias. Generalmente se escribe <'>, como en el nasa Yuwe, o <‘>, como en el idioma hawaiano, o con diacríticos, como el hamza <ء> del alfabeto árabe. En algunos alfabetos en lenguas indígenas de América Latina se usa la <h> para representar la oclusiva glotal. 
El ayn de varias lenguas semíticas, en el alfabeto hebreo <ע>, en árabe <ﻉ>, puede representar una consonante oclusiva glotal faringalizada [ʔˁ] o una fricativa faríngea sorda [ħ].
- Datos: Q234538